# Paineira de Sapopemba
A Associação Recreativa Cultural Comunitária Academia do Samba Paineira de Sapopemba é uma escola de samba da cidade de São Paulo, localizada no bairro de Sapopemba. Fundada em 15 de março de 1984, tem como símbolo uma Serpente.

## História
O nome da escola é uma referência a uma árvore paineira, que ainda persiste no mesmo local, no bairro do Sapopemba. Na época da fundação, existia uma pequena cobra vivendo no interior do tronco da árvore, o que levou os fundadores da escola a escolher o animal, o vegetal e o pandeiro como símbolos da agremiação.
A escola participou dos grupos da UESP, tendo ficado suspensa dos desfiles oficiais entre 2009 e 2013. Retornou em 2014, obtendo a oitava e última colocação.

## Carnavais
| Ano                         | Colocação    | Grupo  | Enredo | Ref.                    |
| --------------------------- | ------------ | ------ | --- | ----------------------- |
| 2004                        | 9° Lugar     | 4-UESP | Paineira, o retorno da alegria verde e rosa, homenageando São Paulo de Piratininga                                             |                         |
| Não desfilou em 2005 e 2006 |              |        | |                         |
| 2007                        | 3° Lugar     | 4-UESP | Artesanato "Brasil", as mãos que contam a história do país                                                                     | [ 3 ] [ 4 ]             |
| 2008                        | Não Desfilou | Espera | Resistência é resistir - de Zumbi até aqui, Paineira mostra uma cultura que resiste e um povo que acredita na igualdade racial | [ 5 ]                   |
| Suspensa entre 2009 a 2013  |              |        | |                         |
| 2014                        | 8° Lugar     | 4-UESP | Paineira canta Inayá, mais forte que o veneno da serpente                                                                      | [ 6 ] [ 7 ] [ 8 ] [ 9 ] |
| 2015                        | Não Desfilou | 4-UESP | | [ 10 ]                  |